# Флаг Бухарского эмирата
Флаг Бухарского Эмирата или штандарт эмира Бухары (узб. بخرا امرلیگی بیراغی) являлся официальным государственным символом Бухарского Эмирата и штандартом эмира. Флаг был утверждён эмиром Музаффаром в 1868 году и упразднён в 1920 году после образования БНСР.

## Описание
Флаг представлял собой прямоугольное полотнище светло-зелёного цвета, на котором вдоль древка золотистым цветом было написано арабским письмом имя эмира, а вдоль свободного края – шахада. Между надписями помещались золотые полумесяц и пятиконечная звезда над так называемой «рукой Фатимы» (Хамса), которая является защитным амулетом. Кайма полотнища была оранжевого цвета с орнаментом чёрного цвета. Древко было зелёным и увенчивалось полумесяцем золотистого цвета.

## История
Флаг был утверждён эмиром Музаффаром в 1868 году. Вскоре, в этом же году, Бухарский Эмират попал в вассальную зависимость к Российской Империи и получил статус её протектората. Даже после фактической потери независимости флаг продолжал использоваться как символ эмирата. Данный флаг использовался также последующими эмирами Бухарского Эмирата: Сеид-Абдул-Ахад-Ханом и Сейид Алим-ханом. 2 сентября 1920 года РККА и младобухарцы заняли Бухару, а 8 октября была провозглашена Бухарская Народная Советская Республика. Эмир и его правительство бежали в восточную часть Бухарского Эмирата, а затем в Эмират Афганистан.
После установления советской власти на территории Бухарского Эмирата флаг эмира был упразднён, а вместо него был разработан другой флаг. 23 сентября 1921 года второй Всебухарский Курултай принял и утвердил Конституцию Бухарской Народной Советской Республики, в статье 79 которой был описан флаг БНСР:
Государственный флаг Б.Н.С.Р. состоит из двух параллелей сшитых полотнищ: верхнего – зеленого цвета и нижнего – красного, с изображением посреди их золотого серпа полумесяца, внутри которого находится золотая пятиконечная звезда. На верхнем зеленом полотнище в левом его углу у древка помещены буквы Б.Н.С.Р.
В 1924 году в СССР было произведено национально-территориальное размежевание территории БНСР между Узбекской ССР, Туркменской ССР и Таджикской АССР. По результатам данного национально-территориального размежевания, была упразднена БНСР и её флаг, а вместо него разработаны флаги новых союзных республик.
В настоящее время в музее истории и краеведения Бухары хранится бухарский флаг начала XX века: темно-зелёное полотнище с красной каймой, на котором изображена «рука Фатимы, белые полумесяц и три пятиконечные звезды.